# Butrint Vishaj
Butrint Vishaj, född 9 juli 1987 i Neunkirchen, är en österrikisk fotbollsspelare som för närvarande spelar för Skënderbeu Korçë i den albanska superligan. Vishaj föddes och växte upp i Österrike, men har även albanskt medborgarskap eftersom hans föräldrar föddes i Kosovo.